# Ibrahim Zakzaky
Ibrahim Yaqoub El Zakzaky (alternativt Ibraheem Zakzaky; Ibrahim al-Zakzaky), född 5 maj 1953, är en  shiamuslimsk ledare i Nigeria för The Islamic Movement in Nigeria (IMN), som han grundade i slutet på 1970-talet när han studerade på Ahmadu Bello University. Han började sprida den shiaislamiska läran ca år 1979, vid tiden för den islamiska revolutionen i Iran och då Irans monarki föll och ersattes med en islamisk republik ledd av ayatolla Khomeini.
Zakzaky och hans följare blev konstant trakasserade av militära regimer i början på 1980-talet och han tillbringade nio år i fängelse. "Han vände sig till shiismen efter att han förvisats från Ahmadu Bello University år 1982 och åkte så småningom till Iran för att avsluta sina studier", sa Jibrin Ibrahim, en senior vän vid det Abuja-baserade Center for Democracy and Development.
Han och hans fru har suttit fängslade i Nigeria sedan 2015 trots att den högsta domstolen i landet i december 2016 beslutade att de skulle släppas fria ovillkorligt. De båda friades av en nigeriansk domstol från alla punkter den 28 juli 2021.
Enligt statistik var antalet shiamuslimer i Nigeria en miljon år 2000, men enligt Ibrahim Zakzaky var antalet shiamuslimer ca 12-15 miljoner år 2015, jämfört med 150-170 miljoner invånare i Nigeria enligt mätningar. På 1980-talet fanns det knappt några shiamuslimer i Nigeria.

## Nigerianska arméns attacker mot rörelsen
Fredagen den 25 juli 2014 sköt den nigerianska armén enligt uppgifter 35 av Ibrahim Zakzakys följare, varav tre av hans söner, efter en pro-palestinsk demonstration i Zaria. I Zaria-massakern år 2015 skadades och arresterades Zakzaky tillsammans med sin fru, och tre av hans återstående söner samt hundratals av hans följare dödades av den nigerianska armén.